# 日本カーソリューションズ
日本カーソリューションズ株式会社（にっぽんカーソリューションズ、NIPPON CAR SOLUTIONS CO., LTD.）は、東京都千代田区に本社を置くオートリース会社。東京センチュリーの連結子会社で、NTTの持分法適用関連会社。
2005年10月1日にエヌ・ティ・ティ・オートリース株式会社とセンチュリー・オート・リース株式会社の合併により誕生した。

## 沿革

### エヌ・ティ・ティ・オートリース株式会社
- 1987年2月 - エヌ・ティ・ティ・オートリース株式会社設立。

### センチュリー・オート・リース株式会社
- 1985年4月 - センチュリー・リーシング・システム株式会社（現・東京センチュリー）から自動車リース部門を分離し、伊藤忠商事株式会社、伊藤忠燃料株式会社（現・伊藤忠エネクス）、大成火災海上保険株式会社（現・損害保険ジャパン）とセンチュリー・オート・リース株式会社を設立[3]。
- 2000年10月 - 朝日オートリース株式会社と合併[3]。

### 日本カーソリューションズ株式会社
- 2005年10月 - エヌ・ティ・ティ・オートリースとセンチュリー・オート・リースが対等合併（法手続き上はエヌ・ティ・ティ・オートリースを存続会社）し、商号を日本カーソリューションズ株式会社に変更。NTTとセンチュリー・リーシング・システムの議決権比率は50対50[4]。
- 2008年
  - 3月 - メンテナンス受託会社の株式会社マックスを子会社化[5]。
  - 9月 - 昭和リースから昭和オートレンタリース株式会社の全株式を取得し、完全子会社化[6]。
- 2010年4月 - 子会社の昭和オートレンタリースを吸収合併[7]。
- 2013年10月 - 東京センチュリーリース（現・東京センチュリー）完全子会社の東京オートリース株式会社を吸収合併し、東京センチュリーリースの連結子会社となる[8][9]。
- 2017年4月 - 日本たばこ産業の100%出資子会社である株式会社ジェイティクリエイティブサービスから、保有するリース車両（約4,000台）及びそのリース債権を譲受[10]。
- 2018年4月 - 東京ガスの100%出資子会社である東京ガスオートサービス株式会社の株式全部を東京ガスから取得し、子会社化[11]。
- 2021年4月 - 子会社の東京ガスオートサービスを吸収合併[12]。